# Galileo Solar Space Telescope
Galileo Solar Space Telescope – Plataforma Multimissão (GSST-PMM) é uma missão proposta pelo Instituto Nacional de Pesquisas Espaciais que visa medir, precisamente, a irradiância solar no topo da atmosfera terrestre, do campo magnético na fotosfera e nas camadas superiores da atmosfera solar.

## Missão

### Desenvolvimento
O projeto foi iniciado em novembro de 2013 após uma chamada de oportunidade do Comitê Assessor da Coordenação Geral de Ciências Espaciais e Atmosféricas. O primeiro projeto foi um protótipo de um instrumento baseado em espectropolarimetria que visou estimar o campo magnético do Sol. Entre o período de 2014-2018, o Comitê Assessor realizou diversas reuniões de avaliação.
O planejamento da missão foi composto, inicialmente, de três fases:
1. Desenvolvimento de magnetógrafo e um instrumento imageador de luz visível;
2. Instalação de protótipo do instrumento em observatório terrestre;
3. Desenvolvimento do satélite espacial;

Também foi proposto o desenvolvimento de um protótipo para teste em balão, mas esta etapa foi, por fim, eliminada.
O Centro de Projeto Integrado de Missões Espaciais do INPE aceitou a proposta após o contato inicial em dezembro de 2016. A análise da missão foi iniciada em junho de 2017, com o estudo sendo apresentado em dezembro do mesmo ano. O relatório do estudo de viabilidade foi divulgado em maio de 2018 e após isso, o Grupo de Trabalho passou a discutir o GSST tanto com a comunidade científica e os tomadores de decisão.
O protótipo de fase de conceito, utilizando um telescópio de 150 mm, foi concluído em julho de 2018. O protótipo avançado teve um telescópio de 500 mm. Inicialmente seria realizado um workshop, em março de 2020, para discutir a missão com a comunidade internacional, mas foi cancelado devido à pandemia de COVID-19. No segundo semestre de 2020, após a reestruturação do INPE, a continuidade do projeto foi discutida, sendo proposta, e validada, o uso da Plataforma Multimissão, usado no satélite Amazônia 1.

#### ProSAME
No dia 8 de maio de 2023, o projeto foi apresentado para a AEB e no dia 19 de maio, foram submetidos os documentos necessários para a Carteira de Admissão do Procedimento para Seleção e Adoção de Missões Espaciais (ProSAME) da Agência Espacial Brasileira (AEB).
Após diversos encaminhamentos, no dia 21 de setembro, o Dr. Clezio Marcos de Nardin, diretor do INPE, enviou um ofício ao presidente da Agência Espacial Brasileira, condicionando a adoção do GSST com a instalação e operação de um telescópio de solo de 500 mm no Observatório do Pico dos Dias por 2 anos ininterruptos, o que, segundo o pesquisador e investigador principal do projeto, Luís Eduardo Antunes Vieira, interromperia a continuidade do projeto e não teria a menor base técnica, pois os instrumentos de solo e espacial são equipamentos distintos: o equipamento de solo utiliza a luz visível, enquanto o espacial operará no ultravioleta, além da rotação da Terra e condições climáticas impossibilitar o uso ininterrupto. A instalação do telescópio no Pico dos Dias nunca foi 100% necessário, só sendo considerado para o equipamento continuar tendo utilidade. A reunião inicial entre o INPE e o Laboratório Nacional de Astrofísica para a instalação do equipamento no Pico dos Dias ocorreu no dia 28 de setembro de 2023. Foi posteriormente descoberto que o Dr. Clezio Nardin não enviou a documentação completa para a AEB.
O pesquisador Luis Vieira visou chamar a atenção da comunidade internacional com o seu Request for Support, também criando uma petição online. Como resultado, em reunião no dia 7 de dezembro de 2023, a Missão GSST foi oficialmente homologada na Carteira de Qualificação da AEB.

### Objetivos
GSST visa medir, precisamente, a irradiância solar no topo da atmosfera terrestre, do campo magnético na fotosfera e nas camadas superiores da atmosfera solar, além de abordar vários processos que atuam no Sol, com o entendimento da irradiância solar no topo da atmosfera terrestre sendo fundamental para entender as mudanças climáticas.
Segundo o pesquisador Luís Eduardo Antunes Vieira, o GSST é uma missão pioneira no programa espacial brasileiro, pretendendo realizar observações de alta resolução, que buscará responder as seguintes questões: “Qual é a influência da atividade solar no clima terrestre? Quais são os processos físicos fundamentais que ocorrem no Sol? Como funciona o dínamo solar? Quais são as contribuições relativas dos diferentes processos físicos que levam ao aquecimento das camadas externas da atmosfera solar (cromosfera à coroa)? Que efeito tem a estrutura variável do campo magnético solar na evolução do sistema acoplado atmosfera-oceano da Terra? Quais são as respostas dos campos magnéticos e das partículas energéticas nas proximidades da Terra devido às diferentes estruturas do vento solar?”.
Unindo os dados dessa missão com os dados de missões da NASA, ESA e JAXA, o GSST aprimorará o desenvolvimento de produtos e serviços do Clima Espacial do INPE. É proposto que o telescópio fique em uma órbita de 601,599 km acima do equador, com uma inclinação de 97.749˚, sendo considerado um órbita terrestre baixa, geoestacionária ou heliossíncrona, tendo que ter visibilidade total do disco solar por 90% do tempo de uma missão prevista para durar cinco anos, com o satélite sendo deorbitado após 25 anos do fim da missão principal.

#### Carga útil
No relatório de estudo da missão, publicado em 2018, foram propostos os seguintes equipamentos:
1. Uma câmera UV/VIS de alta resolução e uma câmera de baixa resolução para observar o disco solar como forma de entender a evolução das estruturas magnéticas da camada externa do Sol;
2. Um radiômetro para entender a influência do Sol no clima terrestre;
3. Um detector de elétrons e prótons, além de um magnetômetro, para entender a influência do Sol no geoespaço.